# Stenancistrocerus biblicus
Stenancistrocerus biblicus är en stekelart som först beskrevs av Giordani Soika 1952.  Stenancistrocerus biblicus ingår i släktet Stenancistrocerus och familjen Eumenidae. Inga underarter finns listade i Catalogue of Life.